# St. Maria in Lichtenklingen

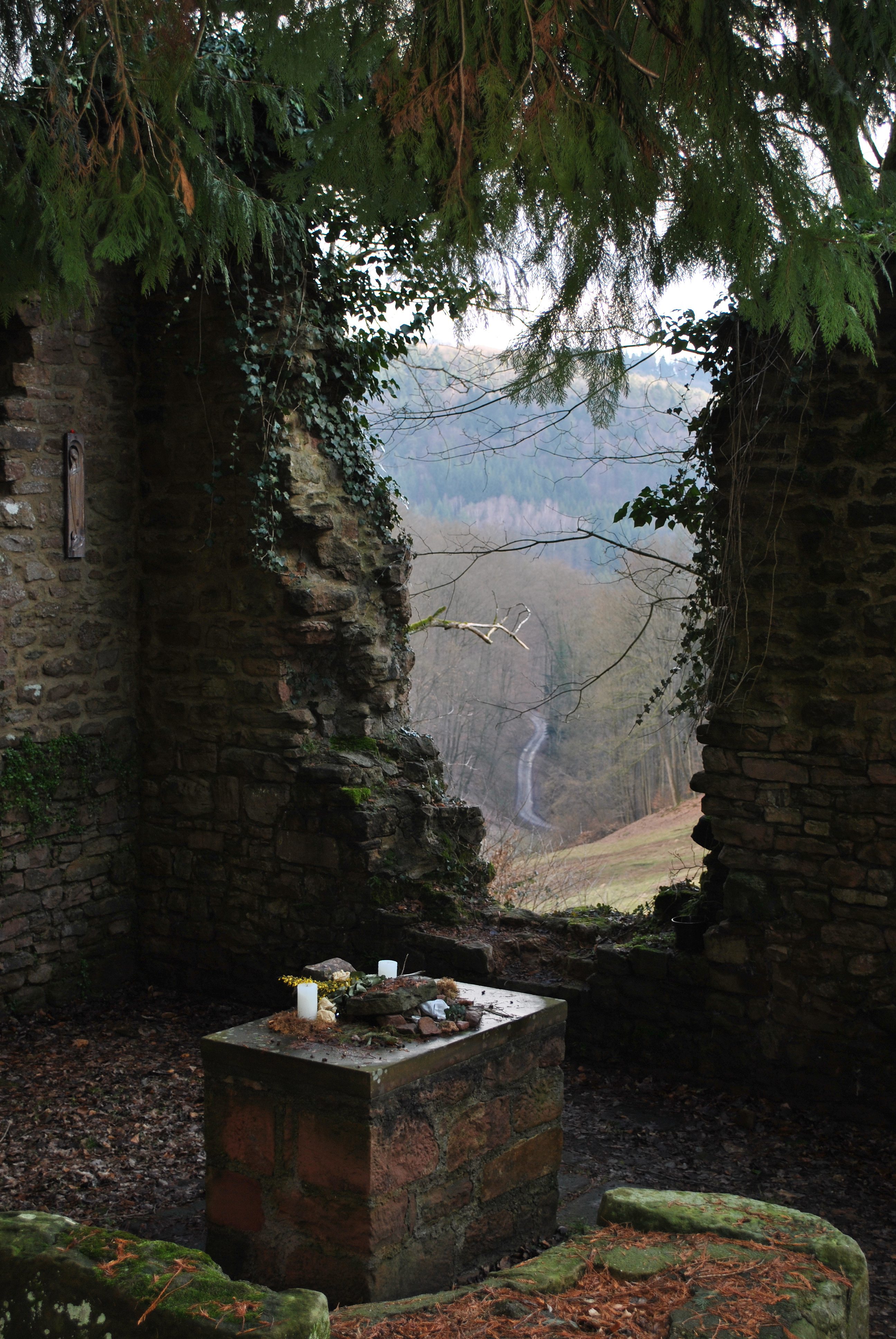
Blick aus dem Altarraum von St. Maria in Lichtenklingen auf das Tal von Eiterbach

St. Maria in Lichtenklingen im hessischen Odenwald ist die rund drei Kilometer südlich von Siedelsbrunn und knapp zwei Kilometer östlich von Unter-Abtsteinach in einem Talschluss zwischen Hardberg (593,1 m ü. NN) und Stiefelhöhe (584 m ü. NN) am Waldrand befindliche Ruine einer Marienkultstätte. Das angeblich vorangegangene germanische oder keltische Quellheiligtum geht auf romantisch bzw. politisch motivierte Vorstellungen des 19. und frühen 20. Jahrhunderts zurück.

## Baustruktur
Der einschiffige, rechteckige Sakralbau hat ca. 15 m Länge und ca. 8 m Breite und ist mit einem quadratischen Chor von ca. 7,5 m Seitenlänge und einer vermutlich im 14. Jahrhundert angebauten Sakristei von ca. 5 m Seitenlänge versehen. Das aufgehende Mauerwerk ist noch sehr gut erhalten bzw. restauriert und vermittelt einen guten Eindruck vom ursprünglichen Aussehen des Bauwerks. Die vermuteten älteren Besiedlungsspuren konnten bislang nicht archäologisch nachgewiesen werden. Unterhalb der Kapelle befindet sich eine gefasste Quelle mit einem Lauftrog.

## Geschichte und Wallfahrt
Wohl nach 1200 erfolgte vermutlich die Erbauung, nach anderen Auffassungen möglicherweise aber auch schon im 11. bzw. erst im 13. Jahrhundert. Um 1387 wurde die Kapelle erstmals urkundlich erwähnt, zeitgleich mit dem benachbarten Lichtenklinger Hof. Im 16. Jahrhundert setzte nach der Reformation ihr Verfall ein und im späten 16. Jahrhundert kam es zur Nutzung als Steinbruch durch die Bevölkerung von Lindenfels.
Für das Jahr 1786 werden erstmals Wallfahrten zur Lichtenklinger Kapelle erwähnt. 1910 wurden Ausgrabungen und 1911 erste Konservierungsarbeiten durchgeführt. 1953 erfolgten weitere Konservierungsarbeiten. 1980 kam es zur Wiederaufnahme der jährlichen Muttergottes-Wallfahrten durch den damaligen Abtsteinacher Pfarrer Jakob Stumpf und den Pfarrgemeinderatsvorsitzenden Herbert Oberle. Wallfahrtstag ist alljährlich der Sonntag, der dem Hochfest Mariä Himmelfahrt (15. August) am nächsten ist. Einmal jährlich findet eine geführte Wanderung durch Park-Ranger des Geo-Naturparks Bergstraße-Odenwald statt.
Der nächstgelegene Parkplatz befindet sich am nördlichen Ortsausgang von Eiterbach.

## Legende
Bei der Aufgabe von „St. Maria in Lichtenklingen“ wurde die Marienfigur in die Kapelle nach Unter-Abtsteinach gebracht. Der Legende nach kehrte die Figur auf ungeklärte Weise dreimal nach Lichtenklingen zurück, bevor sie in der Kapelle blieb, wo sie auch heute noch steht.

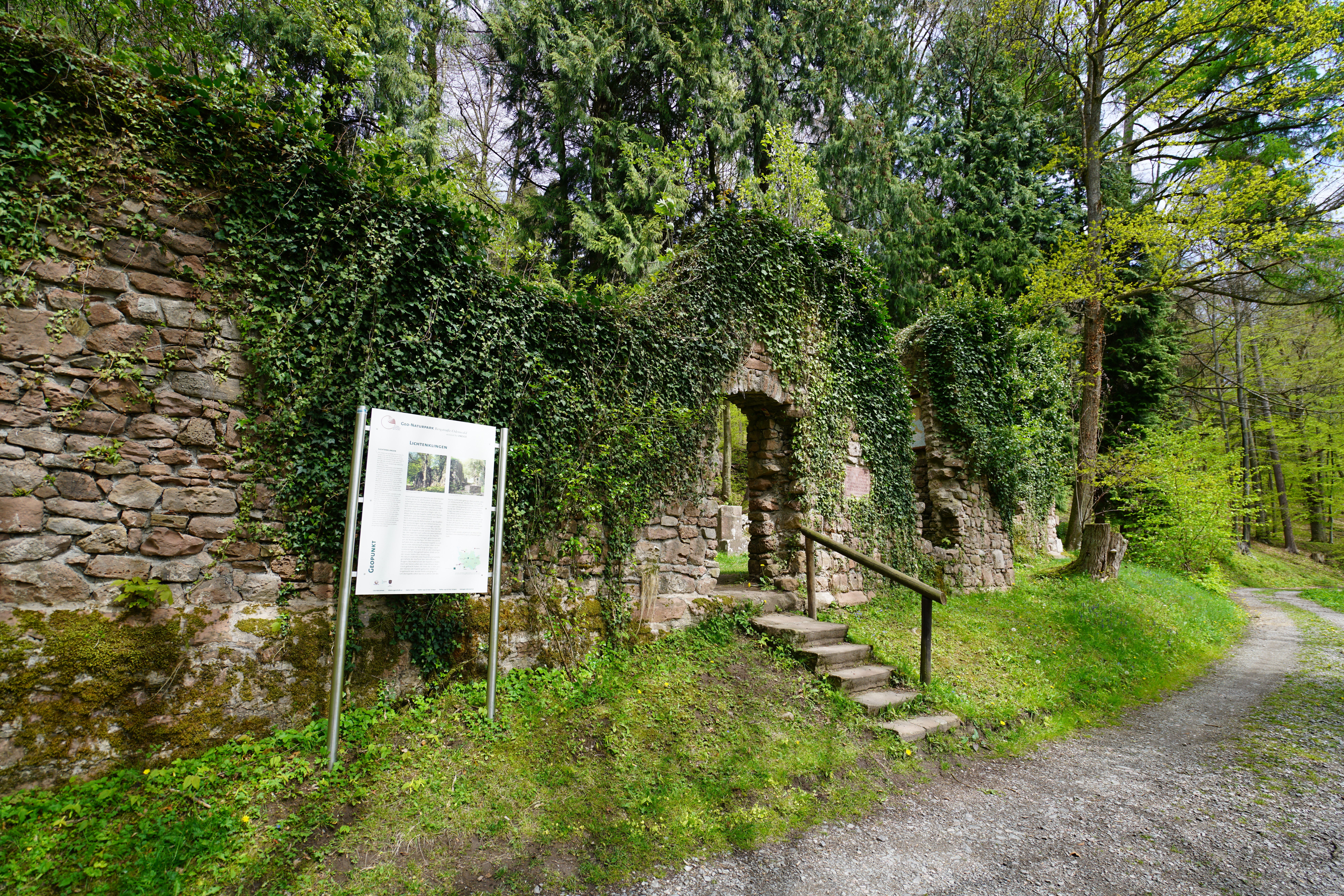
Lichtenklingen von außen
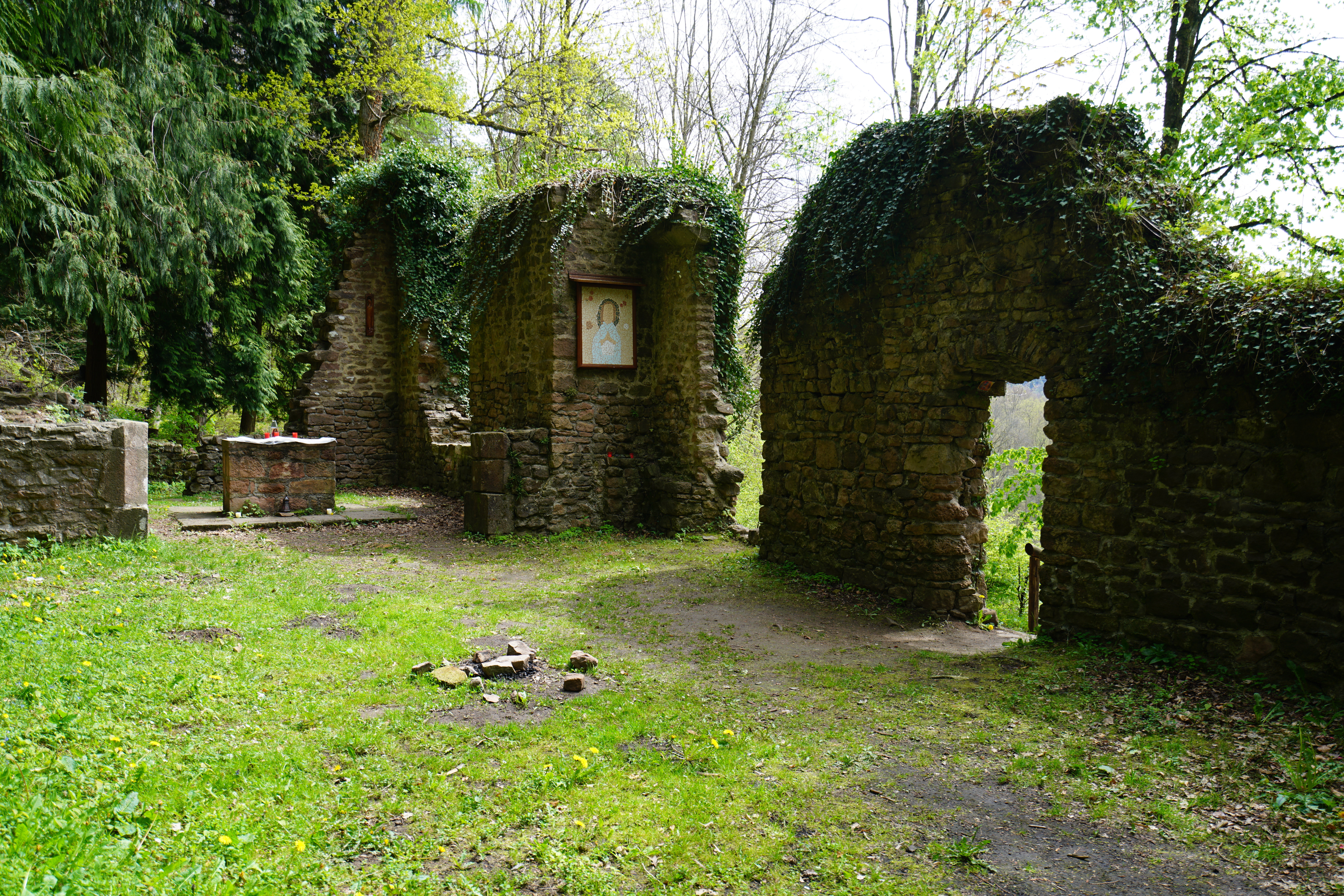
Lichtenklingen Innenraum mit Blick auf den Altar
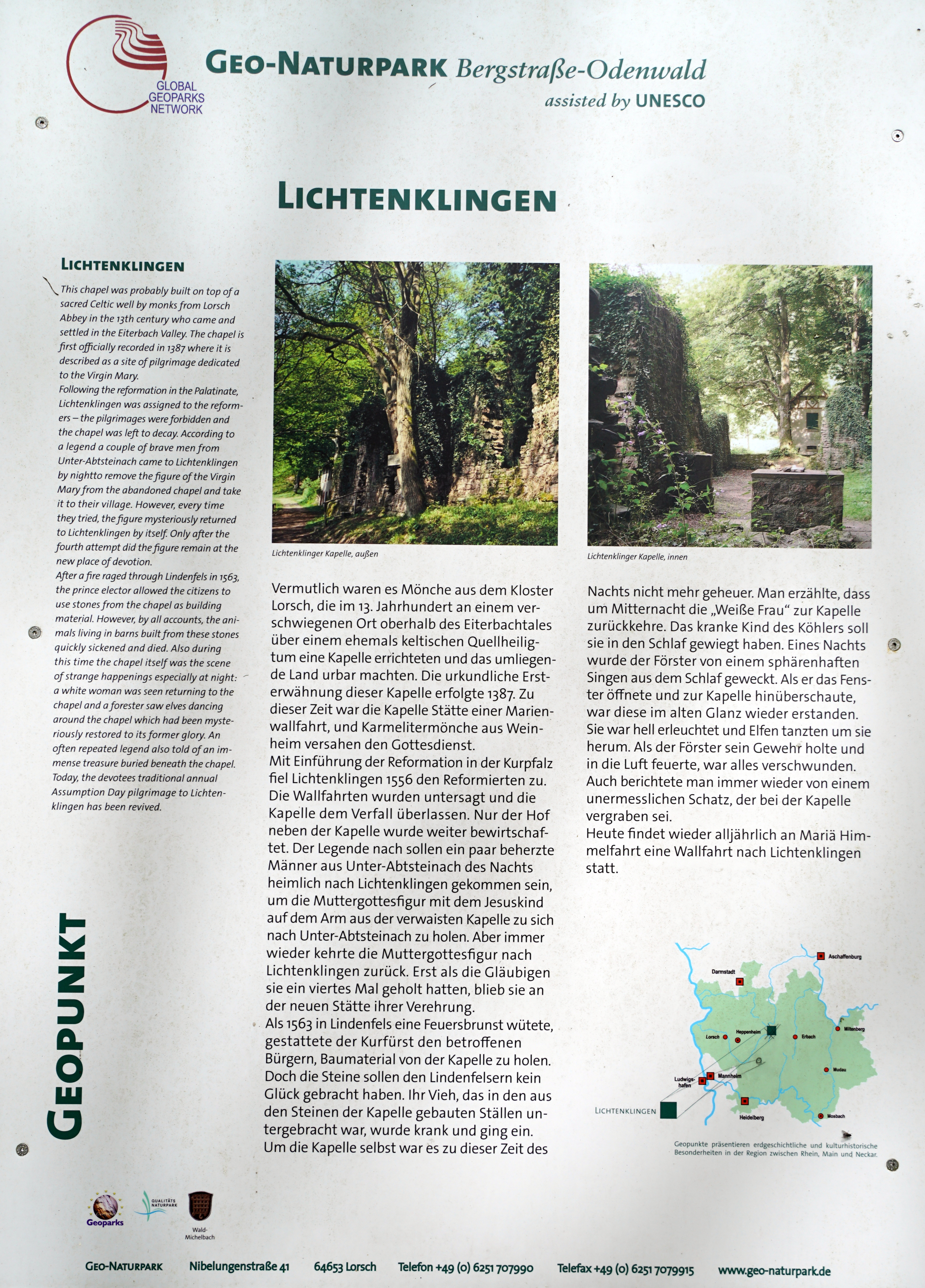
Hinweistafel
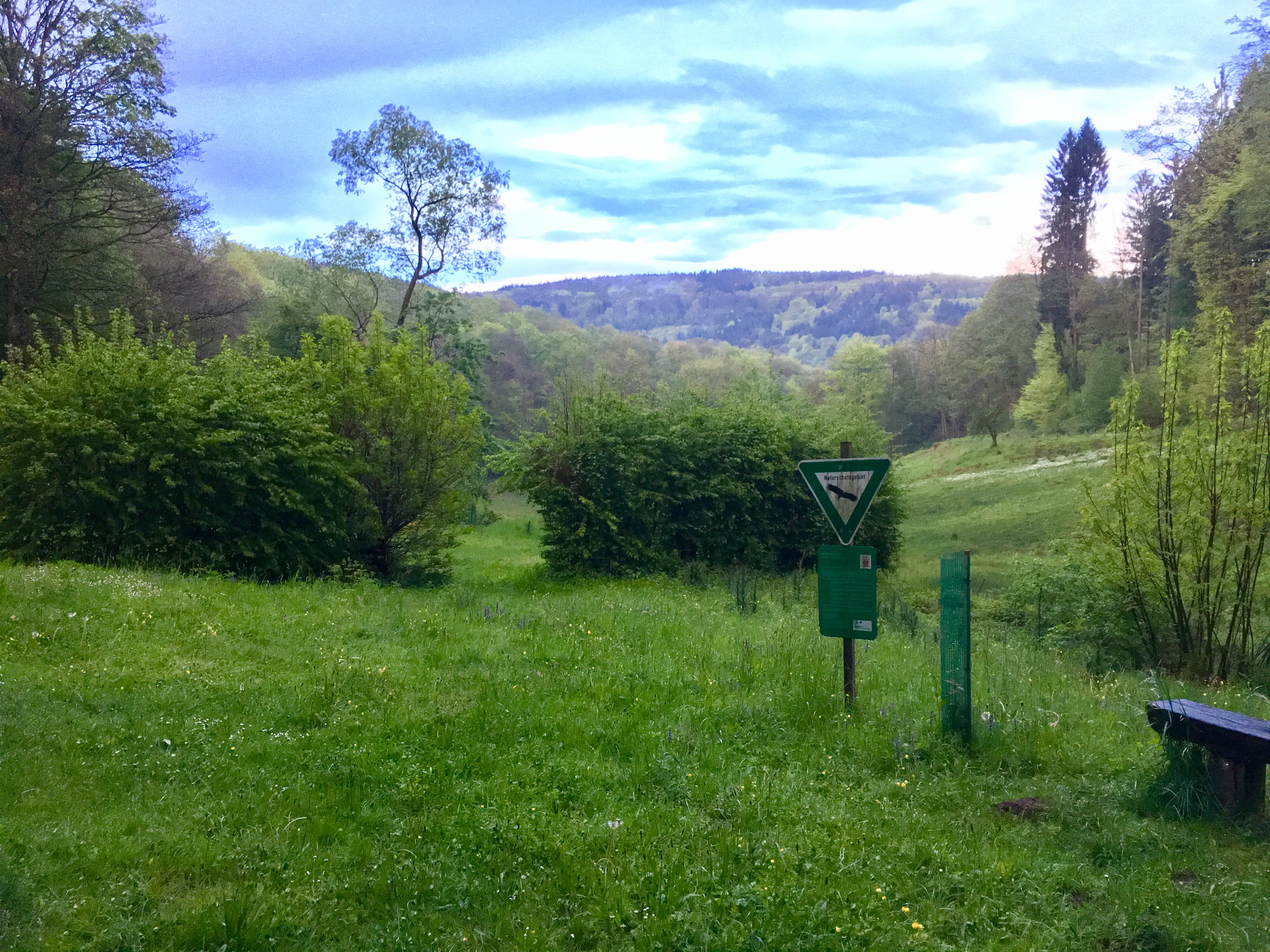
Blick ins Naturschutzgebiet